# Strada statale 136 del Mare di Karin
La ex strada statale 136 del Mare di Karin (SS 136), ora parte della D502 tra Zemonico Inferiore (Zemunik Donji) e Carino Inferiore (Donji Karin), parte della L63073 tra Carino Inferiore (Donji Karin) e Carino Superiore (Gornji Karin) e parte della D27 tra Carino Superiore (Gornji Karin) e Kruševo in Croazia, era una strada statale italiana situata nella provincia di Zara, all'epoca facente parte del Regno d'Italia.

## Percorso

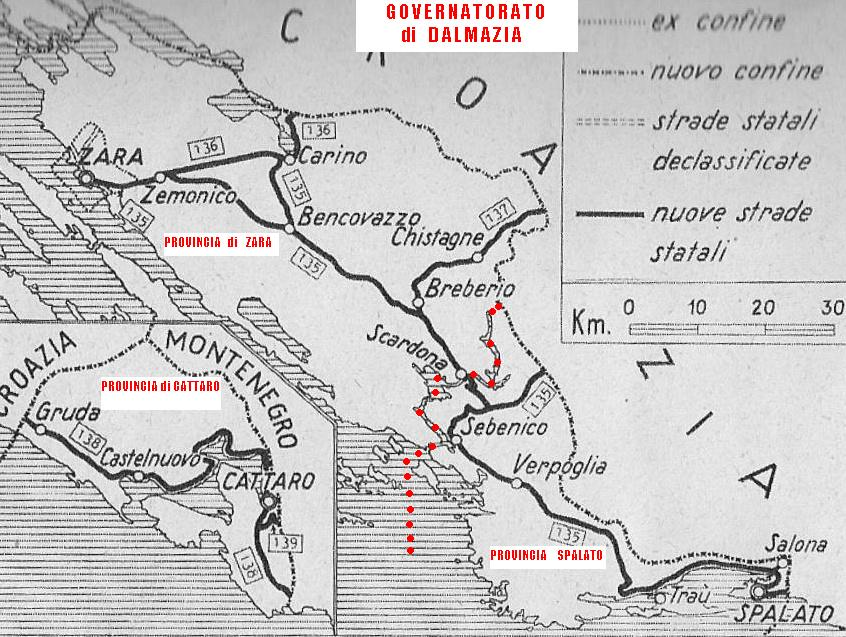
Rete stradale statale nel Governatorato della Dalmazia.

La strada aveva origine a Zemonico Inferiore (Zemunik Donji) dove si distaccava dalla neo costituita strada statale 135 della Dalmazia. Proseguendo in direzione est con percorso esclusivamente rettilineo, raggiungeva il centro abitato di Smilcich (Smilčić) ed oltre fino ad incrociare una diramazione della SS 135 proveniente da Bencovazzo.
Si affacciava quindi sul mare di Karin del quale risaliva la costa sud-orientale toccando i centri abitati di Carino Inferiore (Donji Karin) e Carino Superiore (Gornji Karin). Terminava infine al confine con lo Stato Indipendente di Croazia nei pressi di Kruševo.

## Storia
A seguito dell'occupazione italiana di territori jugoslavi a partire dal 1941, la Provincia di Zara mutò nettamente le proprie dimensioni: con l'obiettivo di riorganizzare il sistema stradale nei territori di nuova acquisizione, il regio decreto 392 del 2 marzo 1942 istituì l'arteria stessa con la numerazione fino a quel momento utilizzata per la strada statale 136 Mediana Zaratina, contestualmente declassificata.
La gestione, affidata all'A.A.S.S., durò fino al 1943 quando, a seguito dell'armistizio di Cassibile, lo Stato indipendente di Croazia occupò i territori dalmati e il territorio in cui la strada si sviluppava passò sotto l'occupazione dei croati.